# Otto Schmidt (Politiker, 1899)
Otto Schmidt (* 27. Mai 1899 in Großseifen; † 11. Dezember 1969 in Koblenz) war ein deutscher Verwaltungsbeamter und Politiker (SPD).

## Leben und Beruf
Schmidt war zunächst Steinbrucharbeiter und wechselte später in den Beruf des Bergmanns, den er bis 1921 ausübte. Er engagierte sich gewerkschaftlich und arbeitete von 1921 bis 1930 als Gewerkschaftssekretär beim Bergarbeiterverband. Im Anschluss war er als politischer Redakteur bei einer sozialdemokratischen Zeitung in Oberschlesien tätig. Nach der Machtergreifung der Nationalsozialisten wurde er kurzzeitig inhaftiert und 1933 mit einem Berufsverbot belegt. In der Folgezeit arbeitete er als selbständiger Landwirt im Westerwald.
Nach dem Zweiten Weltkrieg schlug Schmidt eine Beamtenlaufbahn ein, war von 1945 bis 1947 in der Arbeitsverwaltung tätig und fungierte anschließend als hoher Beamter in der rheinland-pfälzischen Landesregierung. Er wurde 1951 in den Wartestand versetzt und ging 1962 in den Ruhestand.

## Partei
Schmidt trat 1919 in die SPD ein. Von 1947 bis 1963 war er Vorsitzender des SPD-Bezirkes Rheinland/Hessen-Nassau.

## Abgeordneter
Schmidt war 1946/47 Mitglied der Beratenden Landesversammlung von Rheinland-Pfalz. 1947 wurde er in den Rheinland-Pfälzischen Landtag gewählt, dem er bis zu seinem Tode angehörte. Hier war er von 1949 bis 1959 zunächst stellvertretender Vorsitzender und danach bis 1967 Vorsitzender der SPD-Fraktion.

## Öffentliche Ämter
Schmidt bekleidete nach seiner Ernennung zum Ministerialdirektor 1947 mehrere Funktionen in der Regierung des Landes Rheinland-Pfalz. Er war von August 1947 bis April 1948 Ständiger Vertreter des Ministers für Landwirtschaft, Ernährung und Forsten und von April 1948 bis Dezember 1949 Staatssekretär im Ministerium für Wiederaufbau. Von Dezember 1949 bis Mai 1951 amtierte er als Staatssekretär im Ministerium für Inneres und Wirtschaft.